# Bernard Verdier
Bernard Verdier (* 21. November 1943 in Apchat) ist ein ehemaliger französischer Autorennfahrer und Politiker.

## Karriere im Motorsport
Bernard Verdier war in seiner Karriere zweimal beim 24-Stunden-Rennen von Le Mans am Start. Bei seinem Debüt 1979 fuhr er einen Chevron B36 und beendete das Rennen mit seinen Partnern Noël del Bello und Albert Dufréne an der 22. Stelle der Gesamtwertung. Ein Jahr später fiel er nach einem Defekt an der Zylinderkopfdichtung am Lola T298 vorzeitig aus.
Seine beste Platzierung im internationalen Sportwagensport war der vierte Gesamtrang beim zur Sportwagen-Weltmeisterschaft 1979 zählenden 6-Stunden-Rennen von Vallelunga.

## Politiker
Von 1988 bis 2015 war Bernard Verdier Generalrat für den ehemaligen Wahlkreis (Kanton) Castelnau-Magnoac.

## Statistik

### Le-Mans-Ergebnisse
| Jahr | Team                      | Fahrzeug    | Teamkollege    | Teamkollege    | Platzierung | Ausfallgrund         |
| ---- | ------------------------- | ----------- | -------------- | -------------- | ----------- | -------------------- |
| 1979 | Racing Organisation Corse | Chevron B36 | Noël del Bello | Albert Dufréne | Rang 22     |                      |
| 1980 | ROC - Sociéte Yacco       | Lola T298   | Marc Sourd     |                | Ausfall     | Zylinderkopfdichtung |

### Einzelergebnisse in der Sportwagen-Weltmeisterschaft
| Saison | Team | Rennwagen   | 1   | 2   | 3   | 4   | 5   | 6   | 7   | 8   | 9   | 10  | 11  | 12  | 13  | 14  | 15  | 16  | 17  |
| ------ | ---- | ----------- | --- | --- | --- | --- | --- | --- | --- | --- | --- | --- | --- | --- | --- | --- | --- | --- | --- |
| 1979   | ROC  | Chevron B36 | DAY | SEB | MUG | TAL | DIJ | RIV | SIL | NÜR | LEM | PER | DAY | WAT | SPA | BRH | ROA | VAL | ELS |
| 1979   | ROC  | Chevron B36 |     |     |     |     | DNF |     |     |     | 22  |     |     |     |     |     |     | 4   |     |
| 1980   | ROC  | Lola T298   | DAY | BRH | SEB | MUG | MON | RIV | SIL | NÜR | LEM | DAY | WAT | SPA | MOS | ROA | VAL | DIJ |     |
| 1980   | ROC  | Lola T298   |     |     |     |     |     | DNF |     |     |     |     |     |     |     |     |     |     |     |